# Marquesado de Bolarque
El marquesado de Bolarque es un título nobiliario español creado por el rey Alfonso XIII en favor de Estanislao de Urquijo y Ussía, iii marqués de Urquijo, el 24 de mayo de 1913 por real decreto y el 6 de julio del mismo año por real despacho, a fin de reconocer su labor industrial en Salto de Bolarque, provincia de Guadalajara.

## Marqueses de Bolarque
|                           | Titular                          | Periodo                   |
| Creación por Alfonso XIII | Creación por Alfonso XIII        | Creación por Alfonso XIII |
| ------------------------- | -------------------------------- | ------------------------- |
| I                         | Estanislao de Urquijo y Ussía    | 1913-1919                 |
| II                        | Luis de Urquijo y Landecho       | 1919-1975                 |
| III                       | Juan Ignacio de Urquijo y Eulate | 1979-2010                 |
| IV                        | Estanislao de Urquijo y Rubio    | 2013-2024                 |
| V                         | Viviana de Urquijo y Rubio       | 2024-actual titular       |

## Historia de los marqueses de Bolarque
La lista de sus titulares es la que sigue:
- Estanislao de Urquijo y Ussía (1872-1948), I marqués de Bolarque, III de Urquijo, Gran cruz de Carlos III y Gran Cruz de Isabel la Católica, diputado a Cortes, senador del reino, presidente del Banco Minero Industrial de Asturias y de la Compañía Telefónica Nacional de España, vicepresidente del Banco Urquijo.

El 28 de mayo de 1898 se casó con María de Landecho y Allendesalazar, IX marquesa de Cábrega. El 20 de junio de 1919 le sucedió, por cesión, su hijo:
- Luis de Urquijo y Landecho (Madrid, 23 de enero de 1899-Madrid, 7 de julio de 1975),[3] II marqués de Bolarque,[4] caballero del Real Cuerpo de Hijosdalgo de la Nobleza de Madrid. Era hijo de Estanislao de Urquijo y Ussía, III marqués de Urquijo, y de Pilar Landecho Allendesalazar, IX marquesa de Cábrega.[4]

En septiembre de 1919 se casó con María de la Asunción de Eulate y de la Mata. El 7 de julio de 1979, tras orden del 17 de abril de 1978 para que se expida la carta de sucesión (BOE del 5 de mayo, le sucedió su hijo:
- Juan Ignacio de Urquijo y Eulate (27 de enero de 1934[4]-Madrid, 27 de octubre de 2010), III marqués de Bolarque.[5]

Casó con María del Pilar Rubio y Morenés. Sucedió su hijo en 2013:
- Estanislao de Urquijo y Rubio, IV marqués de Bolarque.[6]

Sucedió, después de un pleito por tenuta, su hermana:
- Viviana de Urquijo y Rubio, V marquesa de Bolarque.[7]